# Köchstedt

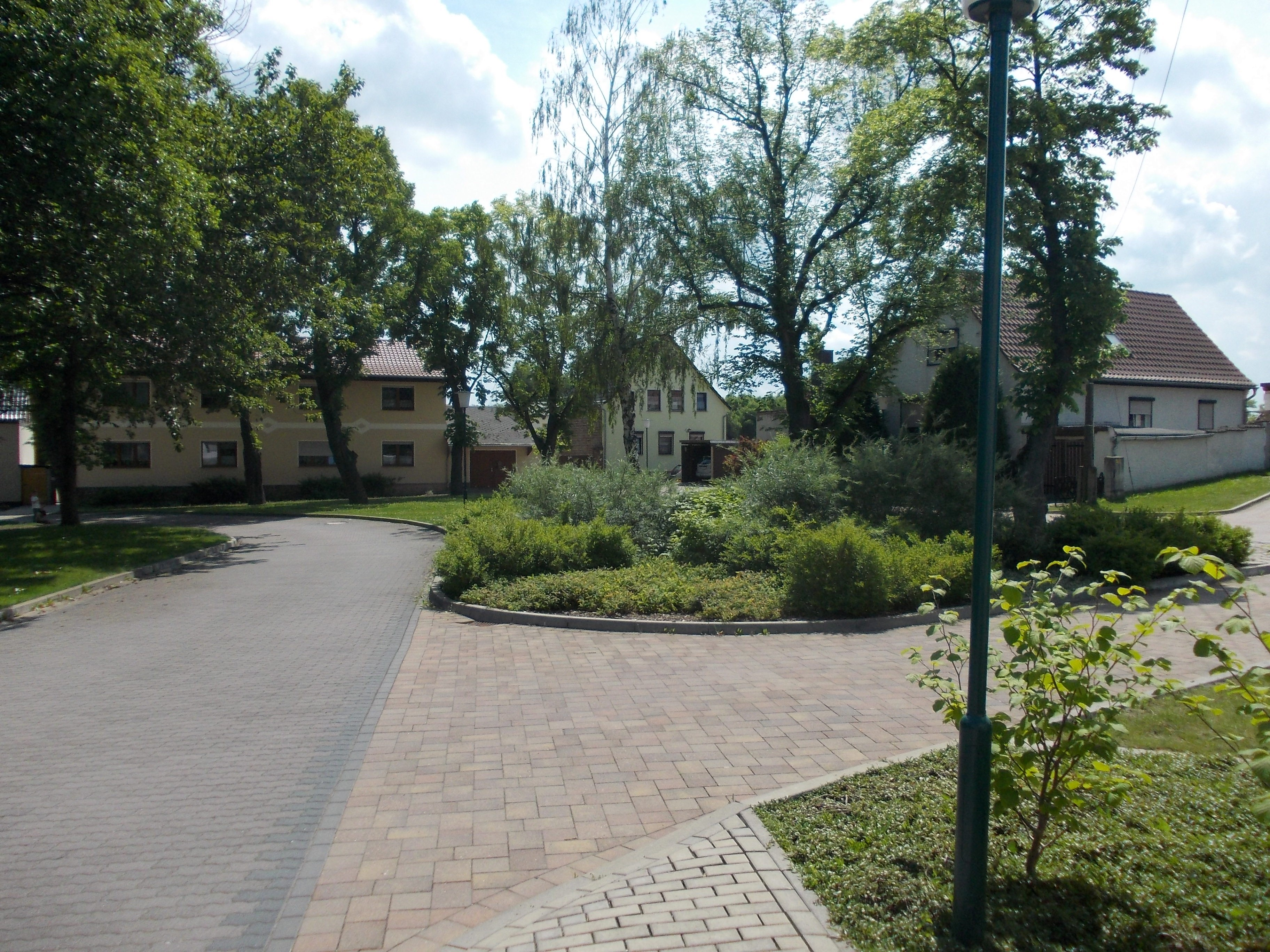
Der Anger in Köchstedt

Köchstedt ist ein Ortsteil der Gemeinde Teutschenthal im Saalekreis in Sachsen-Anhalt.

## Geografie und Verkehr

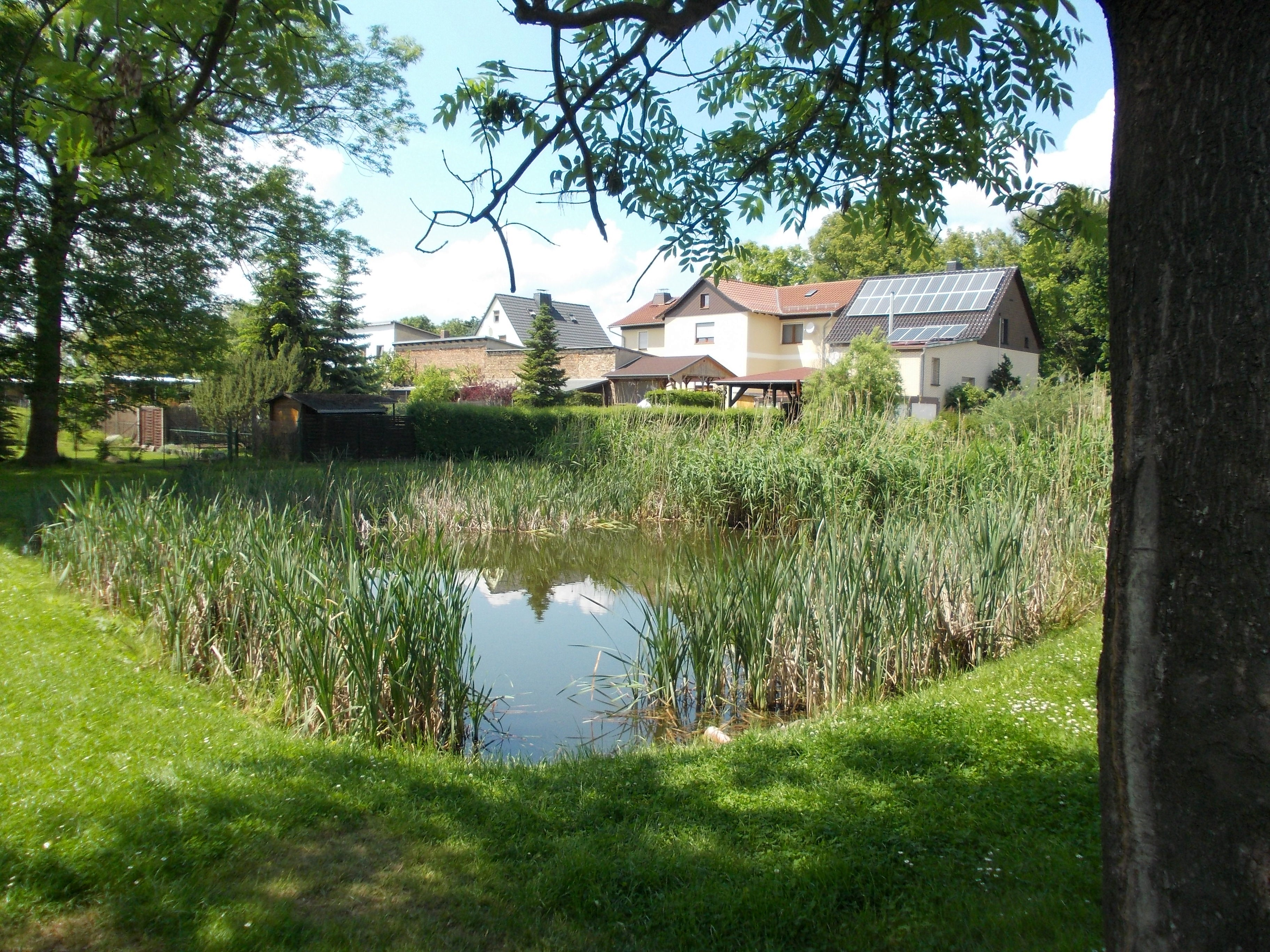
Teich in Köchstedt

Köchstedt liegt ca. 17 km westlich von Halle (Saale), südlich der B80. Der Ort liegt westlich des Würdebachs.

## Geschichte
Eine Besiedelung der Gegend von Köchstedt bereits in der Jungsteinzeit ist durch den Fund eines Steinkistengrabes belegt, das 1934 zu einem Kriegerdenkmal umfunktioniert wurde.
Die Siedlung Köchstedt soll bereits Ende des 4. Jahrhunderts durch die Angeln und Warnen gegründet worden sein. Diese germanischen Stämme waren Ackerbauern, die das im Tal der Würde kaum vorhandene trockene Land bewirtschafteten. In einem zwischen 881 und 899 entstandenen Verzeichnis des Zehnten des Klosters Hersfeld wird Köchstedt als zehntpflichtiger Ort Cochstat im Friesenfeld erstmals urkundlich erwähnt.
Jahrhunderte später wurden Angehörige eines niederen Dienstadelsgeschlechts als die von Kochstede erwähnt. Köchstedt kam 1501 zum Unteramt Schraplau im Distrikt Schraplau der Grafschaft Mansfeld. Bei der Teilung der Grafschaft Mansfeld 1738/80 kam Köchstedt mit dem Unteramt Schraplau zu dem Anteil, den das preußische Herzogtum Magdeburg erhielt. Bis zum Ende des Zweiten Weltkrieges war der Ort ein Bennstedter Vorwerk und eine selbständige Gutswirtschaft.
Als während der französischen Besetzung (1807 bis 1813) Köchstedt dem Königreich Westphalen angegliedert und dem Distrikt Halle im Departement der Saale zugeordnet war, gehörte der Ort zum Kanton Schraplau. Damals wurde das Chausseehaus Köchstedt errichtet.
Nach der Niederlage Napoleons und dem Ende des Königreichs Westphalen befreiten die verbündeten Gegner Napoleons Anfang Oktober 1813 das Gebiet.
Bei der politischen Neuordnung nach dem Wiener Kongress 1815 wurde Köchstedt im Jahr 1816 dem Regierungsbezirk Merseburg der preußischen Provinz Sachsen angeschlossen und dem Mansfelder Seekreis angegliedert.
Die Gemeinde Köchstedt wurde im Zuge der ersten Kreisreform in der DDR am 15. Juni 1950 dem Saalkreis zugeordnet. Am 20. Juli 1950 wurde sie nach Langenbogen eingemeindet. Am 1. Januar 1957 wurde der Ortsteil Köchstedt nach Bennstedt umgegliedert. Eine erneute Umgliederung in die Gemeinde Teutschenthal erfolgte am 1. November 1993.

## Bauwerke
Im Dorf gibt es unter anderem das Gutshaus Köchstedt und die Kirche St. Maria.